# Nicolai Johannessen
Nicolai Bak Johannesen (født 22. maj 1994) er en dansk fodboldspiller, der spiller for Hvidovre IF.

## Klubkarriere

### Lyngby Boldklub
Johannesen skiftede til Lyngby i 2009. Han spillede på klubbens ynglinge hold indtil 2011, hvorefter han permanent blev førsteholdsspiller. På dette tidspunkt var han blot 17 år. 
I februar 2011 var han til prøvetræning hos Bayern München.
Ni måneder senere var han til prøvetræning hos AZ Alkmaar.
I december 2012 var Johannesen igen til prøvetræning, denne gang hos NEC Nijmegen. Han fik dog ikke spillet sig til en kontrakt nogle af de tre steder.
Johannesen fik sin senior debut for klubben i august 2012.

### FC Nordsjælland
Den 1. februar 2013 blev det bekræftet, at Johannesen skiftede til FC Nordsjælland. Han skulle i første omgang spille for klubbens talentfulde U19 hold. Han spillede for U19 truppen fra februar 2013 til juli 2013, og blev derefter permanent rykket op på førsteholdet.
Efter at have spillet i alt 7 kampe for klubbens senior og 3 for klubbens U19 trup, forlod Johannesen FCN efter hans kontraktudløb den 30. juni 2014.

### AGF
Den 8. juli 2014 skiftede Johannesen til AGF, eftersom han var kontraktløs. Han forlod klubben igen i sommeren 2015 et halvt år før kontraktudløb.

### Hvidovre IF
Han var herefter i efteråret 2015 kontraktløs. Den 5. januar 2016 blev det bekræftet, som bold.dk tidligere havde bekræftet, at han skiftede til 2. divisionsklubben Hvidovre IF.